# チャーリー・テイラー (サッカー選手)
チャーリー・テイラー（Charlie Taylor, 1993年9月18日 - ）は、イングランド・ノース・ヨークシャーヨーク出身のサッカー選手。サウサンプトンFC所属。ポジションはDF。

## 経歴
リーズ・ユナイテッドFCの下部組織出身であり、2010-11シーズンのリーズU-18チームで頭角を表す。同シーズンのニューカッスル・ユナイテッドFCとの試合で決めたゴールは4月にLFCアカデミー&ユース最優秀ゴールに選ばれた。5月にトップチームと3年契約を結んだ。9月10日のクリスタル・パレスFC戦でリーグデビュー。2012年1月には、研鑽を積むためにフットボールリーグ2のブラッドフォード・シティAFCに期限付き移籍した。
2012-13シーズンは生まれ故郷のクラブであるヨーク・シティFCに期限付き移籍した。当初の期限は1年の予定だったが、わずか2ヶ月後にリーズに復帰した。
その後数クラブにローンに出されるも、2014-15シーズンはリーズに正式に復帰。キャプテンのスティーヴン・ウォーノックとポジションを争い、ウォーノック故障後はスタメンに名を連ねた。また、監督のニール・レッドファーンから右ウイングに配置されることもあった。同シーズンには年間最優秀若手選手賞にノミネートされていたが、チームメイトのルイス・クックが受賞した。
2015-16シーズンも好プレーを見せ、プレミアリーグのクラブから関心を示された。
2016-17シーズンはテイラーのトランスファー・リクエストをリーズが拒絶したと報じられ、クラブとの関係悪化が懸念されたが、のちにテイラーが否定。しかし、12月29日のアストン・ヴィラFC戦で負傷し離脱。ポジションをガエタノ・ベラルディに奪われ、リーズのシーズン最終戦では出場を拒否したためクラブから罰金を科された。
2017年7月6日、バーンリーFCと4年契約を結んだ。2019年11月19日、2024年まで契約を延長した。
2024年7月1日、サウサンプトンFCに2年契約で移籍した。

## タイトル
バーンリー
- EFLチャンピオンシップ：2022-23